# Pierpaolo Bibbò

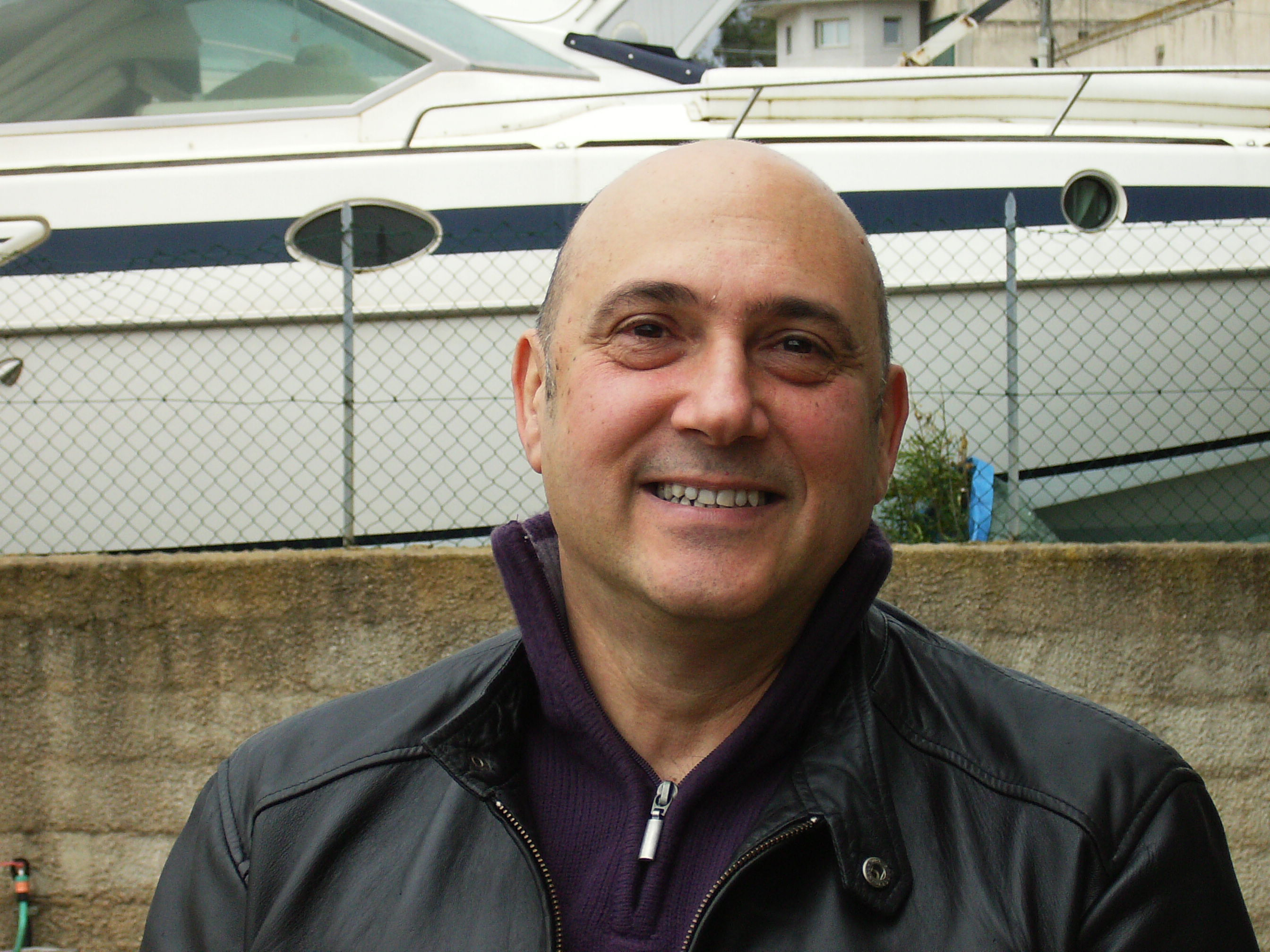

Pierpaolo Bibbò é um cantor e autor italiano de origem sarda que permaneceu ativo no fim dos anos 1970.

## Biografia
Bibbò gravou em 1979 um belo disco pouco conhecido que passou na época totalmente despercebido, tendo sido publicado por uma pequena etiqueta local no ano seguinte quando o som de inspiração progressiva estava decididamente fora de moda. O música tinha criado com o nome de Distilleria M.B. junto a Giampiero Melosu, dois 45 rotações em estilo country-rock, em 1976-1977 pela etiqueta La Strega, a mesma que havia publicado o seu LP Diapason.
O álbum, de duração de mais de 40 minutos, inclui 8 músicas com belas partes instrumentais, a maioria efetuadas por sintetizador, ainda que a voz esteja sempre presente. Somente uma música, Contaminazione é inteiramente instrumental.
Entre os momentos melhores do disco as duas músicas mais longas e elaboradas, La macchina del tempo, de 9 minutos, e a música de abertura Cercando una terra fantastica e... delle mie macerie...
Bibbò canta e toca guitarra, baixo e synth e é assistido em todo o álbum pelo tecladista Adriano De Murtas e pelo baterista Franco Medas.
Depois desse LP Bibbò tocou por alguns anos no grupo de rock Segno, e continuou a tocar e trabalhar no seu estúdio de gravação, chamado Diapason, o mesmo do título de seu único álbum.
Diapason é muito raro, tendo sido distribuído localmente na época. O álbum tem uma simples capa azul. Não existem reedições em vinil italianas nem estrangeiras.
Os 45 rotações de Bibbò saídos no nome da Distilleria M.B. são Spettatore di un'idea/Camilla (La Strega CM 0013 - 1976) e Il ricordo dei tuoi sì/Dolce Silvana (La Strega CM 0016 - 1977). Com o grupo Il Segno, ele criou um 45 rotações (Il segno/Pianista - La Strega LSN 010 - 1982) e um Q disc com quatro músicas (Anninora/Memories/Macchine/Ti sei messo le scarpe di gomma - Hobby ZBOC 302 - 1984).